# Festuca hieronymi
Festuca hieronymi är en gräsart som beskrevs av Eduard Hackel. Festuca hieronymi ingår i släktet svinglar, och familjen gräs. Inga underarter finns listade i Catalogue of Life.